# Potkraj (Livno, BiH)
Potkraj je naseljeno mjesto u gradu Livnu, Federacija Bosne i Hercegovine, BiH.

## Stanovništvo

### 1991.
Nacionalni sastav stanovništva 1991. godine, bio je sljedeći:
ukupno: 423
- Hrvati - 316
- Muslimani - 97
- Jugoslaveni - 6
- ostali, neopredijeljeni i nepoznato - 4

### 2013.
Nacionalni sastav stanovništva 2013. godine, bio je sljedeći:
ukupno: 390
- Hrvati - 282
- Bošnjaci - 100
- Srbi - 1
- ostali, neopredijeljeni i nepoznato - 7